# 利茲藝術大學
利茲藝術大學（Leeds Arts University）是英國利茲的一所藝術學校。

## 歷史

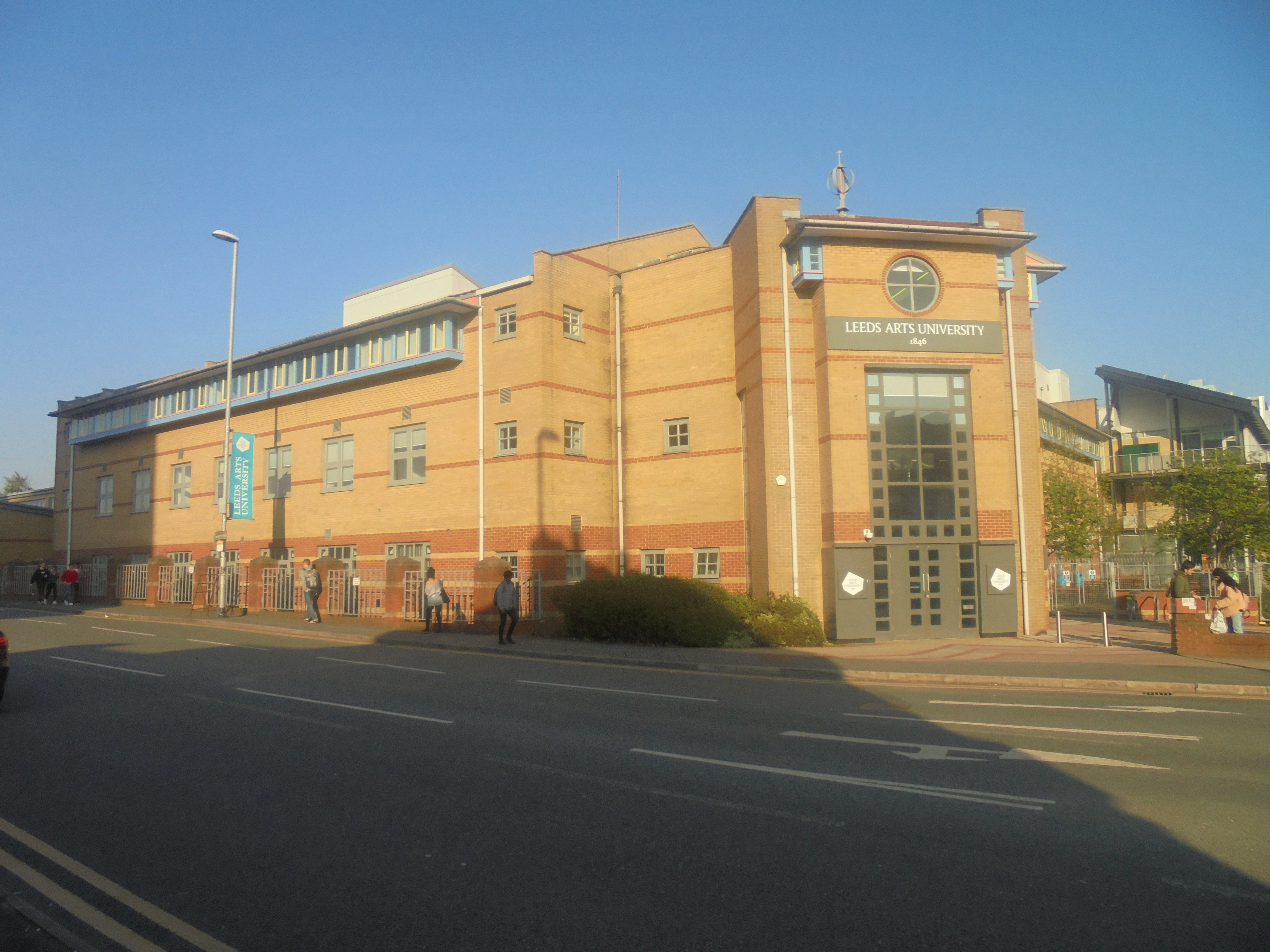
利茲大學對面的利茲藝術大學主校區

它的歷史可以追溯至創始於1846年成立的利茲藝術學校（Leeds School of Art），1903年搬至現址弗農街（Vernon Street），自1920年代開始始稱利茲藝術學院（Leeds College of Art）。2017年8月，它獲得大學地位，改現名。

## 學術
它是北英格蘭唯一一所藝術學院，提供本科和碩士教育。

## 外部連接
- University site （页面存档备份，存于）
- LCAD University and College Union (UCU) Branch （页面存档备份，存于）
- Exhibitions information